# Stewart SF01
La Stewart SF01 è una vettura di Formula 1, con cui la scuderia britannica affronta il campionato 1997.

## Stagione
Per la stagione d'esordio vengono ingaggiati Rubens Barrichello, proveniente dalla Jordan, e Jan Magnussen, che aveva speso la stagione precedente come collaudatore della McLaren. La vettura è poco affidabile, l'unico piazzamento a punti è il secondo posto di Barrichello a Monaco. Da notare in qualifica i tempi di Barrichello, riusciuto a partire dalla 3ª piazza al Gran premio del Canada, e dalla 5ª in Argentina e Austria. Conclude la stagione al 9º posto.

## Risultati completi in Formula 1
| Anno | Team               | Motore                  | Gomme | Piloti      |     |     |     |     |   |     |     |     |     |     |     |     |     |     |     |     |     | Punti | Pos. |
| ---- | ------------------ | ----------------------- | ----- | ----------- | --- | --- | --- | --- | - | --- | --- | --- | --- | --- | --- | --- | --- | --- | --- | --- | --- | ----- | ---- |
| 1997 | Stewart Grand Prix | Ford VJ Zetec-R 3.0 V10 | B     | Barrichello | Rit | Rit | Rit | Rit | 2 | Rit | Rit | Rit | Rit | Rit | Rit | Rit | 13  | 14  | Rit | Rit | Rit | 6     | 9º   |
| 1997 | Stewart Grand Prix | Ford VJ Zetec-R 3.0 V10 | B     | Magnussen   | Rit | Rit | 10  | Rit | 7 | 13  | Rit | Rit | Rit | Rit | Rit | 12  | Rit | Rit | Rit | Rit | 9   | 6     | 9º   |